# تری‌اتیلن‌ملامین
تری‌اتیلن‌ملامین (به انگلیسی: Triethylenemelamine) (به صورت مخفف TEM یا ترتامین نیز نامیده می‌شود) دارویی است که در شیمی‌درمانی کاربرد دارد.